# Echipa națională de fotbal a statului Papua Noua Guinee
Echipa națională de fotbal a statului Papua Noua Guinee reprezintă țara în competițiile fotbalistice organizate de FIFA și Confederația de Fotbal din Oceania. Ultimul meci jucat a fost amicalul cu echipa națională de fotbal a Insulelor Solomon din 13 iulie 2007, în care Papua Noua Guinee fost învinsă cu 2-1. Din ianuarie 2009 este pe ultimul loc în clasamentul FIFA, 203, la egalitate cu alte patru echipe.

## Campionatul Mondial
- 1930 până în 1994 - nu a participat
- 1998 - nu s-a calificat
- 2002 - nu a participat
- 2006 - nu s-a calificat
- 2010 - descalificată

## Cupa Oceaniei pe Națiuni
- 1973 - nu a participat
- 1980 - Grupe
- 1996 până în 2000 - nu s-a calificat
- 2002 - Grupe
- 2004 - nu s-a calificat
- 2008 - 'nu a participat
- 1983 - Locul patru

## Jocurile Sud-Pacifice
- 1963 - Grupe
- 1966 - Locul patru
- 1969 - Locul trei
- 1971 - Locul patru
- 1975 - Grupe
- 1979 - Sferturi
- 1983 - Locul patru
- 1987 - Locul trei
- 1991 - Grupe
- 1995 - Grupe
- 2003 - Grupe
- 2007 - nu a participat

## Meciuri cu alte echipe
| Adversar         | Meci | Victorie | Egal | Înfrângere | GP | GÎ  | G+  |
| ---------------- | ---- | -------- | ---- | ---------- | -- | --- | --- |
| Samoa Americană  | 2    | 2        | 0    | 0          | 17 | 0   | +17 |
| Australia        | 1    | 0        | 0    | 1          | 2  | 11  | -9  |
| China            | 2    | 0        | 1    | 1          | 2  | 5   | -3  |
| Fiji             | 15   | 2        | 4    | 9          | 14 | 28  | -14 |
| Indonezia        | 2    | 1        | 0    | 1          | 3  | 8   | -5  |
| Liberia          | 1    | 1        | 0    | 0          | 2  | 1   | +1  |
| Malaysia         | 1    | 0        | 0    | 1          | 1  | 5   | -4  |
| Noua Zeelandă    | 3    | 1        | 0    | 2          | 2  | 16  | -14 |
| Samoa            | 3    | 3        | 0    | 0          | 14 | 2   | +12 |
| Insulele Solomon | 11   | 0        | 4    | 7          | 9  | 20  | -11 |
| Tahiti           | 2    | 0        | 0    | 2          | 1  | 6   | -5  |
| Tahiti           | 1    | 1        | 0    | 0          | 4  | 1   | +3  |
| Tonga            | 2    | 1        | 1    | 0          | 7  | 2   | +5  |
| Vanuatu          | 12   | 4        | 3    | 5          | 15 | 20  | -5  |
| Total            | 57   | 16       | 13   | 28         | 91 | 117 | -26 |

## Antrenori
- Richard Tamari Nagai (1996)
- John Davani (2002)
- Steve Cain (2002)
- Ludwig Peka (2003–2004)